# La Gerbe
La Gerbe (pronunciación en francés: /la ʒɛʁb/, La Gavilla) fue un periódico semanal de los franceses colaboración con el Tercer Reich durante la Segunda Guerra Mundial que apareció en París a partir de julio de 1940 a agosto de 1944. Su línea político-literaria se inspiró en Candide y Gringoire, dos periódicos de derecha fundados en el período de entreguerras. 
Fundador y editor fue el escritor Alphonse de Chateaubriant, y el editor jefe fue Marc Augier. También participó en la gestión el periodista alemán Eitel Moellhausen, quien escribió bajo los seudónimos Aimé Cassar y Pierre Cousinery. Gabrielle Storms-Castelot, la madre de André Castelot y amante de Châteaubriant, fue la secretaria del director. 
El primer número de La Gerbe, anunciado por una gran campaña de carteles en París, constaba de solo cuatro páginas. Pero en tres meses el tamaño de la publicación había alcanzado las diez páginas y su circulación de 100.000. En 1943 vendió 140.000 copias.
El título del periódico fue tomado del libro ingenuamente pro-Hitler de Châteaubriant de 1937, La gerbe des Force. Pero también aludió a la posición que propuso: Francia, destinada a ser un país agrario, debería convertirse en parte de la nueva Europa creada por Hitler. Violentamente anticomunista, antirrepublicana y antisemita, y hostil al Frente Popular, el periódico extrajo su ideología del fascismo y más particularmente del nacionalsocialismo. 
Según La Gerbe, el país tuvo que someterse a una "alineación nacional" y tuvo que luchar con todas sus fuerzas contra el individualismo. La visión de Châteaubriant de Hitler era que él formaría una Europa católica unificada tal como existió por última vez bajo Carlomagno.
Abiertamente eugenésico y racialista, el periódico puso sus columnas a disposición de Georges Montandon y declaró en su edición del 7 de noviembre de 1940: "Ha llegado el momento de decir que Apolo y Palas Atenea son las imágenes del hombre nórdico y la mujer nórdica, un afirmación que era imposible en el momento de la conspiración judía". 
Al igual que su fundador, La Gerbe sintetizó el catolicismo y el racialismo. El periódico exigió que la masa acentúe lo que lo acercaría a una ceremonia racial (21 de noviembre de 1940) y preguntó: "La alegría, dijo el padre Janvier en una de sus charlas, es el motor de la vida. ¿Hitler dijo lo contrario cuando dijo 'Kraft durch Freude' [es decir ¿Fuerza a través de la alegría?].
Entre los intelectuales fuertemente pro-nacionalsocialistas que escribieron para el periódico estaban Drieu La Rochelle, Louis-Ferdinand Céline y Robert Brasillach. Otros escritores fueron el pro-nacionalsocialista Henry de Montherlant, Jean Giono y los más ambiguos Marcel Aymé, Jean Anouilh y Colette. Otros colaboradores incluyeron a Paul Morand, Lucien Combelle y André Castelot, quien estuvo a cargo de las críticas de teatro. Estuvo estrechamente asociado con la Groupe Collaboration, una iniciativa establecida por Châteaubriand en septiembre de 1940.
La Gerbe fue subvencionada y, en cierto sentido, creada por la embajada alemana, con Châteaubriant como frente del embajador Otto Abetz. Como el único periódico francés creado por los ocupantes alemanes, estaba destinado a reemplazar a Candide y Gringoire. Algunos de los últimos editoriales del periódico se referían a los bombardeos aliados como terrorismo. Después de la Liberación de París, la policía registró las oficinas de La Gerbe en la Rue Chauchat, que luego fueron tomadas por un periódico de la Resistencia francesa.